# 林培厚
林培厚，字敏斋，浙江瑞安人，清朝政治人物，進士出身。
嘉慶十三年（1808年），登進士，改庶吉士，嘉慶十四年（1809年），授翰林院編修。后担任四川重庆府知府，后署川东道。之后担任直隶天津府知府，赈济灾荒，后升任大顺广道，治理淀河、新卫河、洺河，后升任湖北粮储道。后因劳病死于任内。

## 延伸阅读
[在维基数据编辑]
 《清史稿·卷316》
 《清史稿·卷384》，出自趙爾巽《清史稿》